# Tocolsida

PrVVvías romanas en el norte de África occidental

Tocolsida es un yacimiento en el actual Marruecos,  con los restos de un antiguo castro de la provincia romana de Mauritania Tingitana.  
Está situado en Wadi Rdem, en las estribaciones de las montañas del Atlas, al sur de la Volubilis romana .  En la antigüedad se encontraba en el Limes Africanus  al final de la vía romana .  cerca del moderno pueblo de Tagourart Ain Karma, justo al norte de Meknes y al oeste de Fez .

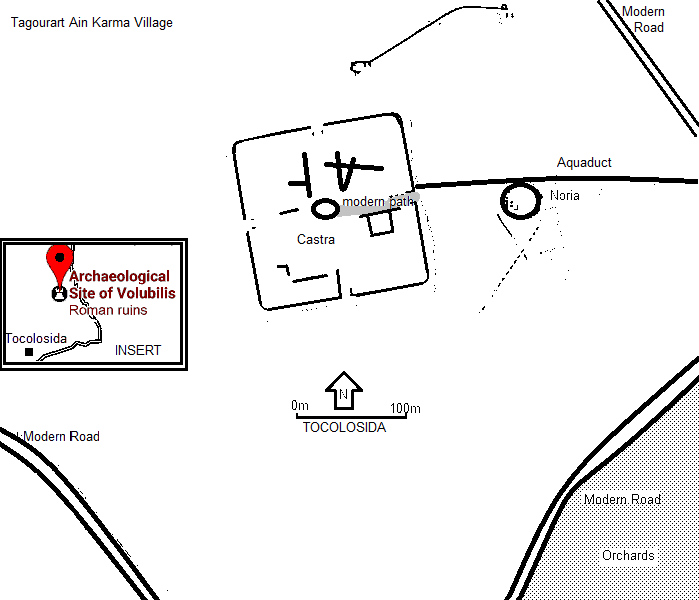
Diagrama de la ubicación y disposición de las ruinas arqueológicas de la ciudad romana de Tocolsida, al sur de Marruecos. Reconstrucción a partir de fuentes originales

Tocolsida fue una de las cinco fortalezas  construidas para defender la ciudad de Volubilis  y estuvo activa desde el año 30 a. C. hasta el 300 d. C. Aunque algunos estudios arqueológicos sugieren que estuvo ocupado hasta la conquista musulmana del Magreb .
El fuerte fue mencionado en el Itinerario de Antonino .   y la Geografía de Ptolomeo .
La ciudad fue fundada bajo el emperador Antonino Pío y albergaba escuadrones de caballería gala y siria.  Contaba con un acueducto.
Fue excavada por los franceses a principios del siglo XX. 
También se conoce como El-Jezira, Bled Takourart y Aïn Takourart.